# Rizòstoms
Els rizòstoms (Rhizostomeae) són un ordre de cnidaris de la classe Scyphozoa. A la mar Mediterrània abunda l'espècie Rhizostoma pulmo.
Les espècies d'aquest ordre no tenen tentacles ni altres estructures en la vora de la umbrela; per contra, tenen vuit braços orals molt ramificats al llarg dels quals existeixen petits orificis succionadors, a diferència d'altres escifozous que posseeixen solament quatre braços; els vuit braços es van fusionant cap a la part central del cos. La boca està també subdividida en diminuts porus units a la cavitat gastrovascular.

## Família
- Subordre Daktyliophorae
  - Catostylidae
  - Lobonematidae
  - Lychnorhizidae
  - Rhizostomatidae
  - Stomolophidae
- Subordre Kolpophorae
  - Cassiopeidae
  - Cepheidae
  - Mastigiidae
  - Thysanostomatidae
  - Versurigidae